# Charles Gide
Pour les articles homonymes, voir Gide.
Charles Gide, né le 29 juin 1847 à Uzès (Gard) et mort le 12 mars 1932 à Paris, est un économiste et enseignant français.
Il est le dirigeant historique du mouvement coopératif français, le théoricien de l'économie sociale, le président du mouvement du christianisme social, fondateur de l’École de Nîmes et membre de la Ligue des droits de l'homme ainsi que de la Ligue pour le relèvement de la moralité publique.
Il est professeur titulaire de chaire au Collège de France de 1921 à 1930.
Il est l'oncle de l'écrivain André Gide.

## Biographie

### Jeunesse et études
Charles Gide naît dans une famille protestante. Son père, Tancrède Gide, est magistrat, et sa mère, Anna Granier, est apparentée à la bourgeoisie uzétienne. Il se marie avec une Suissesse Anna Im Thurn (de), dont la famille possède le domaine des Sources à Bellegarde. Héritier du socialisme français associationniste, dreyfusard, animateur des Universités populaires, théoricien du solidarisme, propagandiste de l'association et de la coopération, etc.
En 1872, Charles Gide soutient sa thèse de doctorat en droit sur « le droit d’association en matière religieuse » devant la faculté de droit de l'université de Paris, à propos d'une question d’actualité, les associations religieuses étant interdites depuis 1792, les travaux préparatoires de ce qui sera la loi de 1901 sur les associations ont déjà commencé.

### Parcours professionnel
Charles Gide est professeur d’économie sociale à Bordeaux, où il fait un cours sur le droit des associations et le droit de réunion. Il est pour l’abandon de l’article 291 du code pénal qui limite les droits des églises libres et des congrégations catholiques et il publie un texte sur cette question en 1878. Il est ensuite professeur d’économie politique à la Faculté de Droit de Montpellier ainsi qu'aux écoles HEI-HEP.
À partir de 1880, il écrit des textes économiques où il se montre critique envers les innovations théoriques de William Jevons et Léon Walras, expose les premiers éléments d'une position qui allait l'amener à s'opposer aux économistes libéraux français et aborde enfin des thèmes d'économie sociale.
Il publie les Principes d'économie politique, manuel à travers lequel des générations d'étudiants français ont pris contact avec l'économie politique et qui fut en son temps un véritable phénomène éditorial avec 26 éditions publiées en France de 1884 à 1931, 19 traductions en langues étrangères et une en braille. S'il n'a plus été réédité en France après la mort de son auteur, sa carrière se poursuivit à l'étranger et l'on trouve encore une réédition en persan en 1968 et en anglais, aux États-Unis, en 1970.

Il est à Nîmes en 1885, auprès d’Auguste Fabre (né à Uzès en 1839, décédé en 1922, cofondateur de l’École de Nîmes, fils d’un pasteur fouriériste, ouvrier mécanicien à Nîmes, il est allé assister Godin au familistère de Guise) qu’il connaissait depuis Uzès et qui lui fait découvrir la pensée de Fourier. Il fréquente l’« Abeille » d’Édouard de Boyve (puissante coopérative qui absorbe diverses coopératives comme la « Solidarité » et la « Renaissance ») et d’autres associations nîmoises dont celle du pasteur Charles Babut « l’Association des jeunes amis de la Paix » devenue « la Paix par le droit ». Dès lors, il est convaincu de l’importance de la coopération. Membre dès les débuts de l’Association protestante pour l’étude pratique des questions sociales, il en sera le vice-président et il interviendra fréquemment dans les congrès annuels. Il met alors en pratique ses théories et théorise sa pratique.

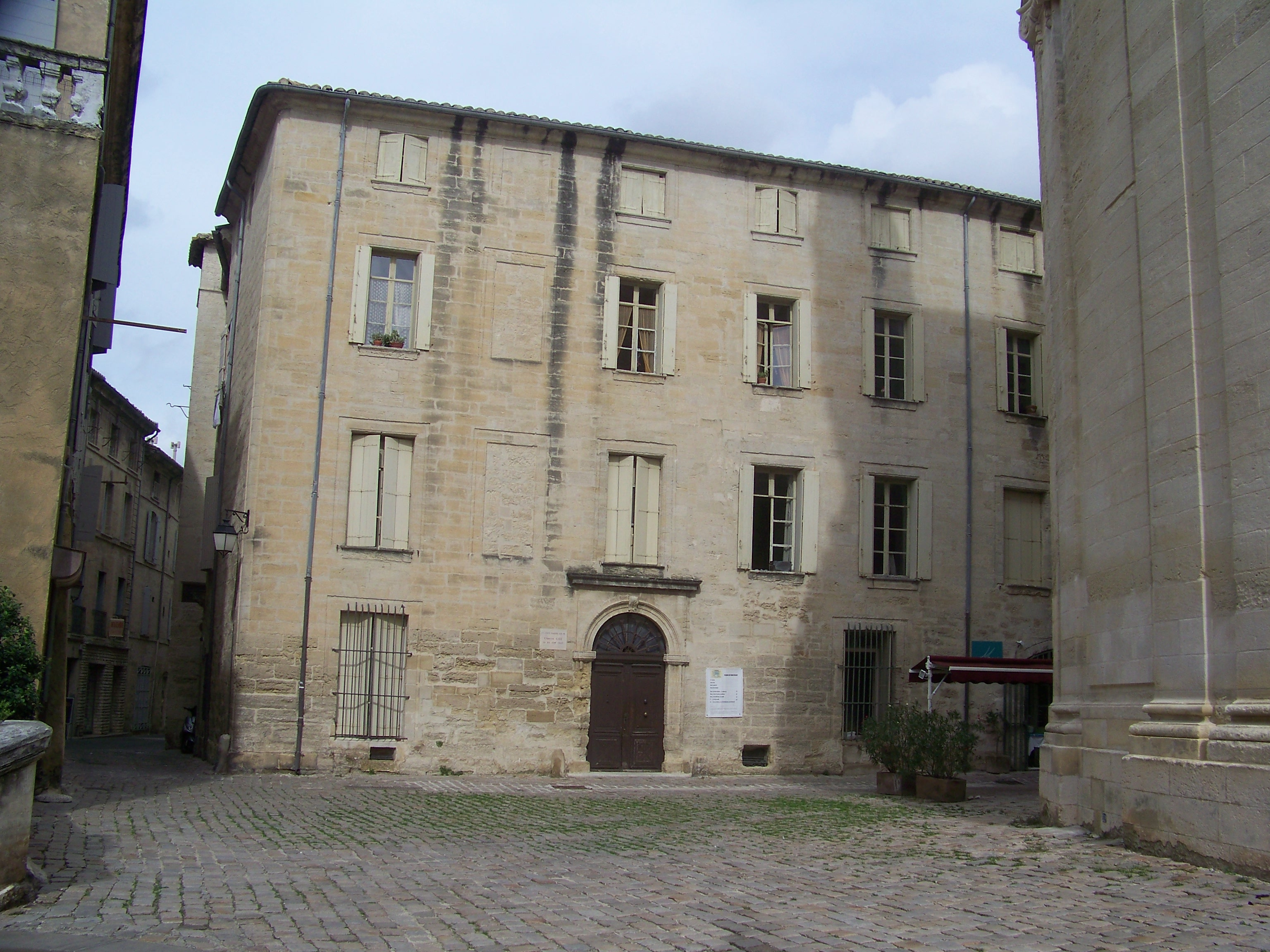
Maison de Charles Gide à Uzès.

En 1886, Charles Gide rejoint le mouvement coopératif qui se réorganise en France. Il va lui donner une doctrine -celle de l'École de Nîmes-, rapidement condamnée par des libéraux qui y voient une dangereuse dérive socialiste et considérée avec méfiance par les socialistes qui la jugent trop "bourgeoise". Doctrine qu'il expose au 2e congrès coopératif de Lyon. En 1886 il fonde la Revue d'économie politique.
Pour Charles Gide, le principal fondateur de cette École est Édouard de Boyve (1840-1923). L’ouvrier typographe Claude Gignoux (1870-1931), imprimera pendant cinquante ans le journal l’Émancipation, considéré comme l’organe de l’École de Nîmes. Charles Gide y écrira 840 articles de 1886, Ni révoltés, ni satisfaits, à 1931, Une visite à Gandhi. Il y manifeste avec constance l'effort de tout un courant de pensée pour dégager, entre libéralisme débridé et toute-puissance de l'État, une voie qui permette à la société de se développer dans un sens à la fois efficace économiquement, moral et respectueux de la liberté individuelle : la solidarité en est le principe, la coopération et l'association en sont les moyens.
Il s’intéresse au phénomène associatif en France et à l’étranger, notamment au moment de l’exposition de l’économie sociale de 1889 et pour le pavillon de l’économie sociale dans l’Exposition universelle de 1900, et il rédige le rapport général sur l’économie sociale. Dans son rapport de 1889, il présente son programme de coopération économique : associer capital et travail ; faire du travailleur le propriétaire du fruit de son travail. En trois étapes : 1/ grouper entre elles les sociétés, fonder de grands magasins de gros et opérer des achats sur une grande échelle ; 2/ utiliser les capitaux rassemblés pour produire tout ce qui est nécessaire aux besoins des sociétés ; 3/ acquérir des domaines agricoles, produire le vin, le blé, le bétail, les fruits et les légumes.

## Prises de positions et thèses
La coopérative de production est pour lui le type même de l’association qui entre dans le cadre de la solidarité : le profit est payé par le consommateur, plutôt que par le travailleur salarié, il a de la sympathie pour Jean Dollfus qui considère « qu’il est dû à l’ouvrier plus que son salaire ».
Il promeut la solution coopératiste en l’opposant à la solution socialiste :
« Entre notre socialisme coopératif et le socialisme collectiviste, même le plus sympathique, il restera toujours cette différence essentielle que le premier est facultatif et volontaire tandis que le second est coercitif. »
A l’initiative d’hommes inspirés par l’École de Nîmes (nom donné, peut-être par dérision ou en opposition à l’École de Manchester, libérale, par l’industriel Ernest Brelay, économiste libéral, directeur du journal national « L’Économiste Français »), des coopératives agricoles, des mutuelles et du crédit mutuel agricoles vont apparaître : dans les villages méridionaux un élan associationniste se développe (la première cave coopérative est créée en 1907 à Maraussan).
Les coopérateurs socialistes quittent l’Union coopérative en 1895, c’est une conséquence de l’élaboration par Charles Gide d’une théorie opposant la coopération au libéralisme intégral mais aussi au collectivisme. La réunification aura lieu en 1912 et c’est Charles Gide qui en rédige le « pacte d’unité », sur la base d’une indépendance à l’égard de la SFIO. Il est élu au comité central de l’Union coopérative mais n’aura que des rôles honorifiques et restera minoritaire.
Charles Gide est le théoricien de la solidarité, concept qui sera repris par Léon Bourgeois et Durkheim :

« La solidarité est un fait d’une importance capitale dans les sciences naturelles, puisqu’elle caractérise la vie. Si l’on cherche, en effet, à définir l’être vivant, l’individu, on ne saurait le faire que par la solidarité des fonctions qui lient les parties distinctes, et la mort n’est pas autre chose que la rupture de ce lien entre les divers éléments qui constituent l’individu, et qui désormais désassociés, vont entrer dans des combinaisons nouvelles, dans des êtres nouveaux… »

Il publie en 1909, l'Histoire des doctrines économiques depuis les physiocrates jusqu'à nos jours, en collaboration avec Charles Rist, traduite en 9 langues, dernière parution chez Dalloz en 2000.
Il donnera des cours qui feront autorité, à la Faculté de droit de Paris et au Collège de France, de 1923 à 1928.
Soutien fervent du Sionisme et du Keren Kayemeth, il réalise en 1925 un déplacement en Palestine Mandataire pour faire un discours lors de l'Inauguration de l’Université Hébraïque de Jérusalem.
Mort le 12 mars 1932 à son domicile situé au 2 Rue Decamps dans le 16e arrondissement de Paris, il est inhumé au cimetière protestant de Nîmes.

## La prédiction de 1895
Dans la version de 1895 de son Traité d'économie politique, Charles Gide constate, graphique à l'appui, que les taux d'intérêt n'ont cessé de baisser de 1830 à 1895, mouvement qu'avait fait aussi remarquer Karl Marx sous le nom de baisse tendancielle du taux de profit. Il remarque toutefois que cette baisse est quasi linéaire à quelques aléas près (voir régression linéaire) et que si ce phénomène se poursuit de cette façon, ces taux deviendront nuls en 1915, ce qui n'est en bonne logique pas possible : qui prêterait lorsque le taux d'intérêt est nul ?
Il prédit dans ce livre qu'il se produira donc très probablement avant 1915 quelque chose d'important qui va modifier cette donne. La guerre de 1914 et l'apparition de l'inflation qui va sévir tout au long du XXe siècle lui donneront spectaculairement raison sur cette date.

## Œuvres

### Éditions anciennes
- Principes d'économie politique, 1883
- Les Institutions de progrès social, 5e édition, 1920.
- Premières Notions d'Économie Politique, 1922.
- Les Sociétés Coopératives de consommation, 4e édition, 1924.
- Le coopératisme. Conférences de propagande, 5e édition, 1929.
- Histoire des Doctrines économiques depuis les Physiocrates jusqu’à nos jours, en collaboration avec le professeur Charles Rist, 6e édition, 1929.
- Cours d'Économie Politique, 2 vol., 10e édition, 1929-1930. Pendant presque 70 ans, ce livre ne sera pas réédité en France, mais poursuivra en raison de sa grande clarté une carrière à l'étranger : réédition en persan en 1968 et en anglais, aux États-Unis, en 1970.
- Le Bilan de la guerre pour la France, en collaboration avec le professeur William Oualid, 1932.

### Cours au Collège de France
- Fourier, précurseur de la Coopération, 1924.
- Les Associations coopératives agricoles, 1925.
- La Lutte contre la cherté, 1925.
- La Coopération dans les pays latins, 1928.
- La Coopération à l'étranger (Angleterre et Russie), 1926.
- L'École de Nîmes, 1927.
- Le programme coopératiste, 2e édition, 1928.
- Les Colonies communistes et coopératives, 1928.
- La Solidarité, 1932. Publié post-mortem?. C'est le dernier de ses cours dont Charles Gide ait complètement revu la sténographie.

### Éditions récentes
- Charles Gide - Écrits 1869-1886, L'Harmattan / Comité pour l'édition des œuvres de Charles Gide, 1999
- Principes d'économie politique, L'Harmattan / Comité pour l'édition des œuvres de Charles Gide, 2000
- Principes d'économie politique, version téléchargeable
- Cours d'économie politique, tomes 1 et 2, version téléchargeable en préparation
- Coopération et économie sociale 1886-1902, L'Harmattan / Comité pour l'édition des œuvres de Charles Gide, Paris, 2001
- L’Émancipation, L'Harmattan / Comité pour l'édition des œuvres de Charles Gide, 2001
- Histoire des doctrines économiques depuis les physiocrates jusqu'à nos jours, L'Harmattan / Comité pour l'édition des œuvres de Charles Gide, 2001

## Iconographie
- Émile Fernand-Dubois, Buste de Charles Gide, plâtre, Cosne-Cours-sur-Loire, musée de la Loire[4].

### Sources
- Comité pour l'édition des œuvres de Charles Gide et l'Harmattan (en ligne).
- Charles Gide et l'École de Nîmes, Actes du colloque des 19 et 20 novembre 1993 à Nîmes, Édition de la Société d'histoire du protestantisme de Nîmes et du Gard, 1995.
- Henri Desroche, Charles Gide (1847-1932). Trois étapes d'une créativité, CIEM, 1982, 200 p.

### Archives
- Inventaire du fonds Charles Gide conservé à La Contemporaine.